# Старий Ленінськ
Старий Ле́нінськ (рос. Старый Ленинск) — село у складі Ульотівського району Забайкальського краю, Росія. Входить до складу Ленінського сільського поселення.

## Історія
Село утворено 2013 року шляхом виділення з селища Ленінський.